# Polit boreal
El polit boreal o polit esquimal (Numenius borealis) és una espècie d'ocell de la família dels escolopàcids (Scolopacidae) que habita (si encara sobreviu) a la tundra del nord del Canadà, mentre passava l'hivern a l'extrem sud de Sud-amèrica.